# Прапор Сокирян
Пра́пор Сокиря́н — один з офіційних символів міста Сокиряни Чернівецької області. Затверджений рішенням сесії міської ради від 12 вересня 2002.
Автором проекту прапора є А. Гречило.

## Опис прапора
Прапор міста являє собою квадратне полотнище синього кольору, на якому зображені дві золоті перехрещені сокири. Над сокирами розміщена восьмипроменева золота зірка, під ними — півмісяць.

## Символіка
- Синій колір символізує благородство.
- Жовтий — добробут та щедрість мешканців.
- Сокири вказують на назву міста.
- Зірка і півмісяці є давніми елементами герба Бессарабії, також вказують на боротьбу мешканців з турками.

## Прапор громади

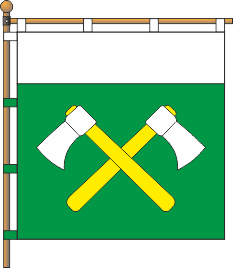
Прапор Сокирянської громади

Затверджений 22 квітня 2021р. рiшенням №106/06-21 VI сесії міської ради VIII скликання. Автор - А.Б.Гречило.
Квадратне полотнище складається з двох горизонтальних смуг – верхньої білої та нижньої зеленої - у співвідношенні 1:3. На нижній смузі покладені навхрест дві білі сокири з жовтими топорищами.